# 엘리자베스 1세 (드라마)
《엘리자베스 1세》(영어: Elizabeth I)는 톰 후퍼 감독과 각본의 니겔 윌리엄스에 의해 2005년 2부작으로 채널 4에서 방송 된 영국의 시대극 텔레비전 드라마이다. 이 작품은 여왕의 45년간의 재위 기간중에서도 마지막 24년간의 이야기를 다룬다. 잉글랜드의 엘리자베스 1세를 헬렌 미렌을 연기하고, 1부에서는 그녀의 마지막 연인 관계에 있어 제레미 아이언스가 연기한 레스터 백작과의 초첨을 맞췄고, 2부에서는 그 다음의 휴 댄시가 연기한 에섹스 백작과의 연인 관계를 그렸다.
이 작품은 영국에서 채널 4에서 총 2부작으로 방송 되었다. 이후, 미국의 HBO과 캐나다에서는 CBC와 TMN, 홍콩의 ATV, 오스트레일리아의 ABC, 뉴질랜드의 TVNZ에서 방송 되었다. 에미상, 피바디상과 골든 글로브상에서 수상을 하였다.

## 출연진
- 헬렌 미렌 - 엘리자베스 1세 역
- 제레미 아이언스 - 로버트 두들리, 레스터 백작 역
- 휴 댄시 - 로버트 데브러, 에섹스 백작 역
- 토비 존스 - 로버트 세실 역
- 패트릭 말라하이드 - 프랜시스 월싱엄 경 역
- 이언 맥디어미드 - 로드 버글리 역
- 바바라 플린 - 메리 1세
- 이완 브렘너 - 제임스 1세
- 사이먼 우즈 - 길버트 기퍼드 역
- 다이애나 켄트 - 레티스 놀리스, 에섹스 백작 부인 역
- 제프리 스트레트필드 - 앤서니 바빙튼 역
- 윌 킨 - 프랜시스 베이컨 역
- 에디 레드메인 - 헨리 리즐리, 사우샘프턴 3세 백작 역
- 벤 풀렌 - 월터 롤리 경 역
- 샤롯 애스프리 - 프랜시스 월싱엄 역